# 格罗耶茨卡街

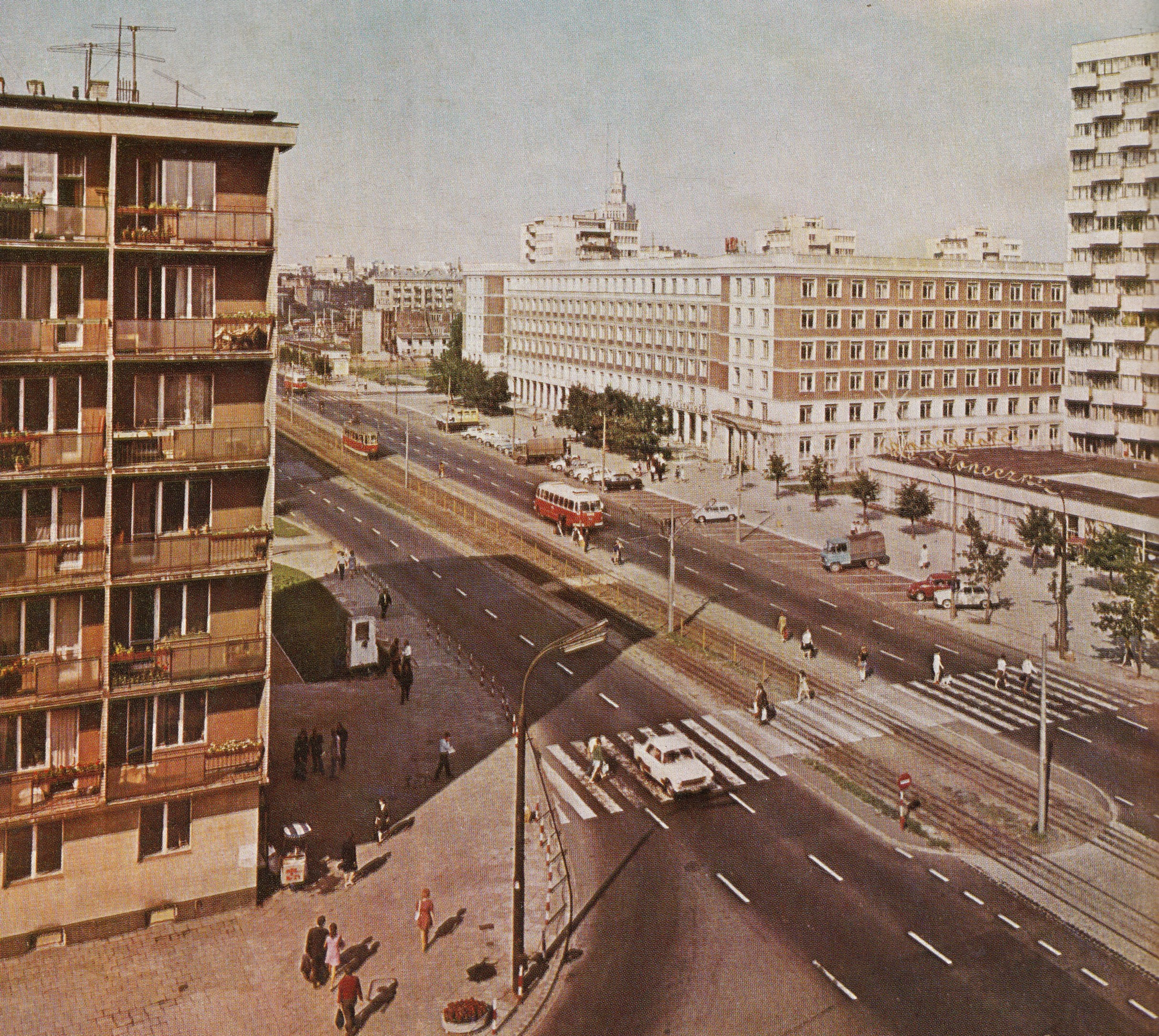
1970年的格罗耶茨卡街

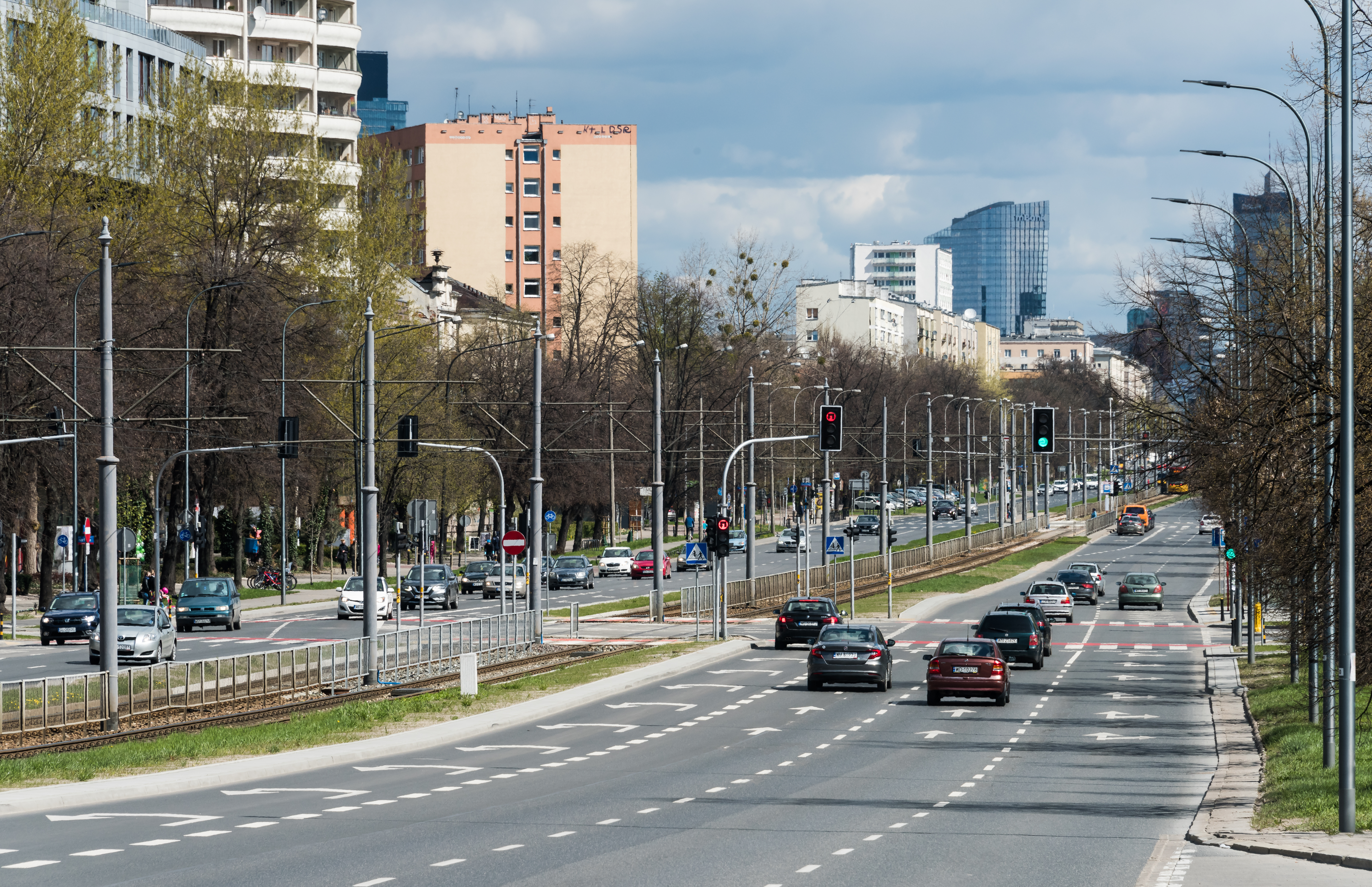
與拉茨瓦维卡街相交之處。

格罗耶茨卡街（波蘭語：Ulica Grójecka）是位于波蘭华沙市奥乔塔区的主要街道。这条街道从阿图尔·扎维什广场一直延伸到与弗沃黑区接壤的拉多姆铁路线高架桥处，并在那里合并成克拉科夫大道。

## 历史
格罗夫耶卡街建立在一条古老的道路上。该道路在1818年至1823年期间被规划，并贯穿了拉庫夫村、格魯耶茨和拉多姆，一路向南通往克拉科夫。
1892年，这条街道的旧称Krakowska街被正式地修改为如今的名字。

### 早期历史
新街道的第一批建筑是两家砖厂，建于1829年前。第一家位于Krakowskiej大街和Jerozolimskiej大街的分叉口，即今天的Jerozolimskie大街；第二家则位于克拉科夫大道和今天的Niemcewicza街的交叉口。
1831年，在今天和Kaliska街口的交汇处，兴建了一座小旅馆，名为「奧霍塔」（Ochota），后来越来越多的人围绕着这个旅馆定居于此，並將聚落以該旅館為名。
奧霍塔先是成为一个村庄，直到发展为今天华沙的一个行政区。这个新兴的村一直延伸到Opaczewska街的这一段路，与今天的Banacha街一起，形成了这条格罗夫耶卡街的全部面貌。

### 沙俄时期
1818年，人们在今天的纪念碑广场上建造了几个耶路撒冷栅栏的圆形亭子。随后，格罗夫耶卡大街的东侧开始得到开发，一排排的木屋开始建造，规模不大，但秩序井然。这些刚建造的房屋很多仅有四层，而且外立面装饰非常朴素，有的干脆就没有任何装修。长时间以来，这条街的西侧没有被怎么开发，更多的则是杂乱无章的丛林和农田，即使是在斯皮斯卡街区域，也只有几座小木屋。1909年，从纪念碑广场到Niemcewicza街的这段格罗夫耶卡大街并入了华沙。随着华沙边界的变化，这个田园风光的奧霍塔村摇身一变，成为了华沙的一个欣欣向荣，快速发展的西部郊区。
早在1901年之前，华沙的城市虹吸就已经开始对这里产生了影响，不少来自城市的公寓楼在这里拔地而起。而在合并为华沙城市的一部分之后不久，Przemyska、Częstochowska和Winnicka街区块被当局确立规划，并开始正式开始了城市化。当地的出租屋多数是简陋的小型公寓，而他们的常客主要是贫穷的工人、手艺人和小商贩。随着格羅耶茨卡街的不断发展，最终在1916年，奧霍塔村并入了华沙成為奧霍塔區，而這條主干道则成了华沙通往西部城市的重要道路。